# Borsfleth
Borsfleth est une commune allemande du Schleswig-Holstein, située dans l'arrondissement de Steinburg (Kreis Steinburg), à quatre kilomètres au nord de la ville de Glückstadt. Borsfleth est l'une des douze communes de l'Amt Horst-Herzhorn dont le siège est à Horst (Holstein).